# Lord Baltimore Motor Car Company
Lord Baltimore Motor Car Company war ein US-amerikanischer Hersteller von Automobilen.

## Unternehmensgeschichte
John Luntz Jr. gründete 1910 das Unternehmen in Baltimore in Maryland. Er fertigte von 1911 bis 1915 Nutzfahrzeuge. Außerdem entstand 1912 der Prototyp eines Personenkraftwagens. Die Serienproduktion lief von Februar 1913 bis Mai 1913. Der Markenname lautete Lord Baltimore. 1915 wurde das Unternehmen aufgelöst.

## Fahrzeuge
Die Pkw-Modelle hatten einen Vierzylindermotor mit 5100 cm³ Hubraum. Im Model T-3 leistete er 35 PS und im Model TR-4 40 PS. Das Fahrgestell hatte einheitlich 318 cm Radstand. Das schwächere Modell war als Tourenwagen mit fünf Sitzen karosseriert und das stärkere als Raceabout mit zwei Sitzen.
Der erste Lastkraftwagen war der Type A. Er war mit 3 Tonnen angegeben. Eintonner, Zweitonner und ein leichter Lieferwagen folgten.

## Pkw-Modellübersicht
| Jahr | Modell     | Zylinder | Leistung (PS) | Radstand (cm) | Aufbau               |
| ---- | ---------- | -------- | ------------- | ------------- | -------------------- |
| 1913 | Model T-3  | 4        | 35            | 318           | Tourenwagen 5-sitzig |
| 1913 | Model TR-4 | 4        | 40            | 318           | Raceabout 2-sitzig   |